# Sofie Pintens
Sofie Pintens (Reet, 2 oktober 1974) is een Belgisch voormalig shorttracker.

## Levensloop
Ze behaalde als negentienjarige shorttracker op de Olympische Spelen in 1994 in Lillehammer een zeventiende plaats met haar tijd in de kwalificaties op de 1000 meter (1:41,12). Op de 500 meter werd ze gediskwalificeerd in de kwalificatie.
Op die spelen was ook haar twee jaar oudere zus Bea Pintens aanwezig.
Sofie Pintens is de dochter van voormalig wielrenner Georges Pintens.